# Чаркесар
Чаркесар (узб. Chorkesar/Чоркесар) — посёлок городского типа в Папском районе Наманганской области, Узбекистан. Посёлок расположен в 35 км от железнодорожной станции Пап (на линии Коканд — Наманган).
Статус посёлка городского типа с 1957 года.
В Чаркесаре с 2021 года ведётся добыча урановых руд.

## Население
| 1959 | 1970 | 1979 | 1989 |
| ---- | ---- | ---- | ---- |
| 3333 | 2415 | 1430 | 1382 |